# Mutual Film
Mutual Film Corporation a fost un studio de film american în epoca filmului mut. Este cel mai cunoscut pentru producerea aici a unor filme de comedie ale lui Charlie Chaplin în 1916-1917. A fost fondat în 1912, a fost ulterior absorbit de Film Booking Offices of America, care împreună cu Keith-Albee-Orpheum Corporation a format RKO Pictures la 23 octombrie 1928.

## Filmografie (selecție)
| An   | Titlu                          | Note |
| ---- | ------------------------------ | ---- |
| 1913 | A Little Hero                  |      |
| 1913 | The Grand Military Parade      |      |
| 1913 | An Accidental Clue             |      |
| 1914 | The Cocoon and the Butterfly   |      |
| 1914 | Our Mutual Girl                |      |
| 1914 | The Life of General Villa      |      |
| 1914 | The Property Man               |      |
| 1914 | The Face on the Bar Room Floor |      |
| 1914 | His New Profession             |      |
| 1914 | Sweet and Low                  |      |
| 1914 | Fatty's Wine Party             |      |
| 1914 | Leading Lizzie Astray          |      |
| 1915 | The Devil                      |      |
| 1915 | Father and Son                 |      |
| 1915 | The Straw Man                  |      |
| 1915 | The Deathlock                  |      |
| 1916 | Fighting the War               |      |
| 1916 | The Other Side of the Door     |      |
| 1916 | Johnny's Romeo                 |      |
| 1916 | Father and Son                 |      |
| 1916 | The Folly of Fear              |      |
| 1916 | At Twelve O'Clock              |      |
| 1916 | The Turn of the Wheel          |      |
| 1916 | The False Clue                 |      |
| 1916 | Within the Lines               |      |
| 1916 | His Guardian Angel             |      |
| 1916 | When the Tide Turned           |      |
| 1916 | Grouchy                        |      |
| 1916 | His Uncle's Ward               |      |
| 1916 | Admirers Three                 |      |
| 1916 | Uncle Sam's Defenders          |      |
| 1916 | The Pawnshop                   |      |
| 1917 | Pardners                       |      |
| 1917 | Rehabilitated                  |      |
| 1917 | Queen X                        |      |
| 1917 | The Greater Woman              |      |
| 1917 | The Wildcat                    |      |
| 1917 | Mary Moreland                  |      |
| 1917 | Bab the Fixer                  |      |
| 1917 | The Beautiful Adventure        |      |
| 1917 | Please Help Emily              |      |
| 1917 | The Serpent's Tooth            |      |
| 1917 | Souls in Pawn                  |      |
| 1917 | The Girl Who Can Cook          |      |
| 1917 | The Girl from Rector's         |      |
| 1917 | The Railroad Raiders           |      |
| 1917 | Daughter of Maryland           |      |
| 1917 | American Maid                  |      |
| 1917 | Her Second Husband             |      |
| 1918 | Who Loved Him Best?            |      |
| 1918 | Her Husband's Honor            |      |
| 1918 | Treason                        |      |

## Vezi și
- Categorie:Filme Mutual Film